# 圖里亞爾瓦火山
圖里亞爾瓦火山（Turrialba）是哥斯達黎加的活火山，位於卡塔戈省，這座複式火山海拔高度3,340米，峰頂有三個火山口，毗鄰伊拉蘇火山。哥斯達黎加有數十座火山，大部份都是睡火山。圖里亞爾瓦火山位於中部。上一次噴出熔岩是1863年。火山所在的國家公園是當地旅遊名勝。自從2010年1月，火山開始噴發火山灰後，便一直關閉。兩個鄰近村落的居民撤離。
2014年10月29日前一晚火山隆隆作響，29日晚間23:00大量噴發，直到隔天白日。鄰近地區有強大的硫磺氣味，火山灰甚至波及50公里外的哥斯大黎加首都聖荷西（San José）。10月31日噴發大量火山灰直衝向一萬公里高空，籠罩至少四個省，民眾形容火山噴發時轟隆作響伴隨地震，百萬人受到影響，官方緊急下令撤離周邊居民，並派出專家上山查探，確認是否有爆出熔岩的可能。

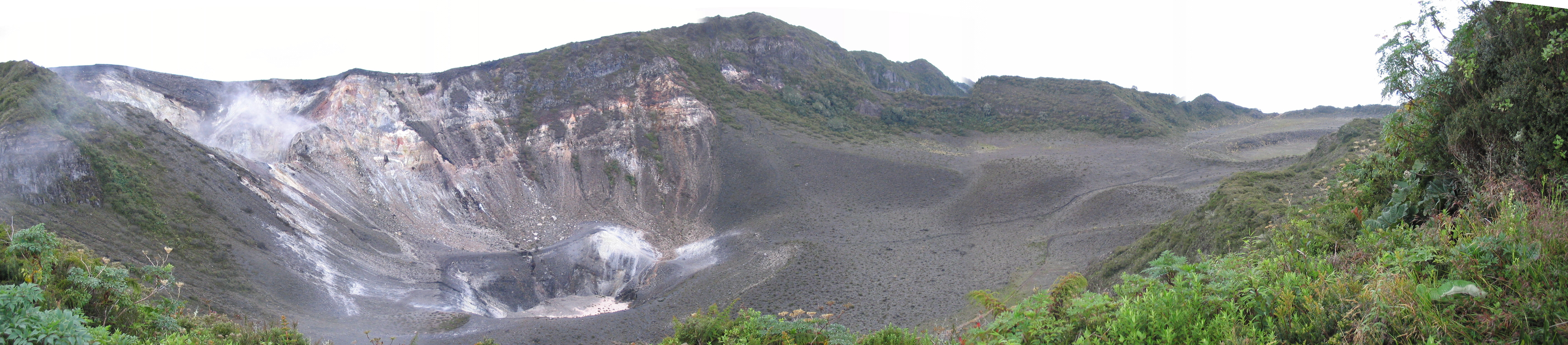
圖里亞爾瓦火山三個火山口

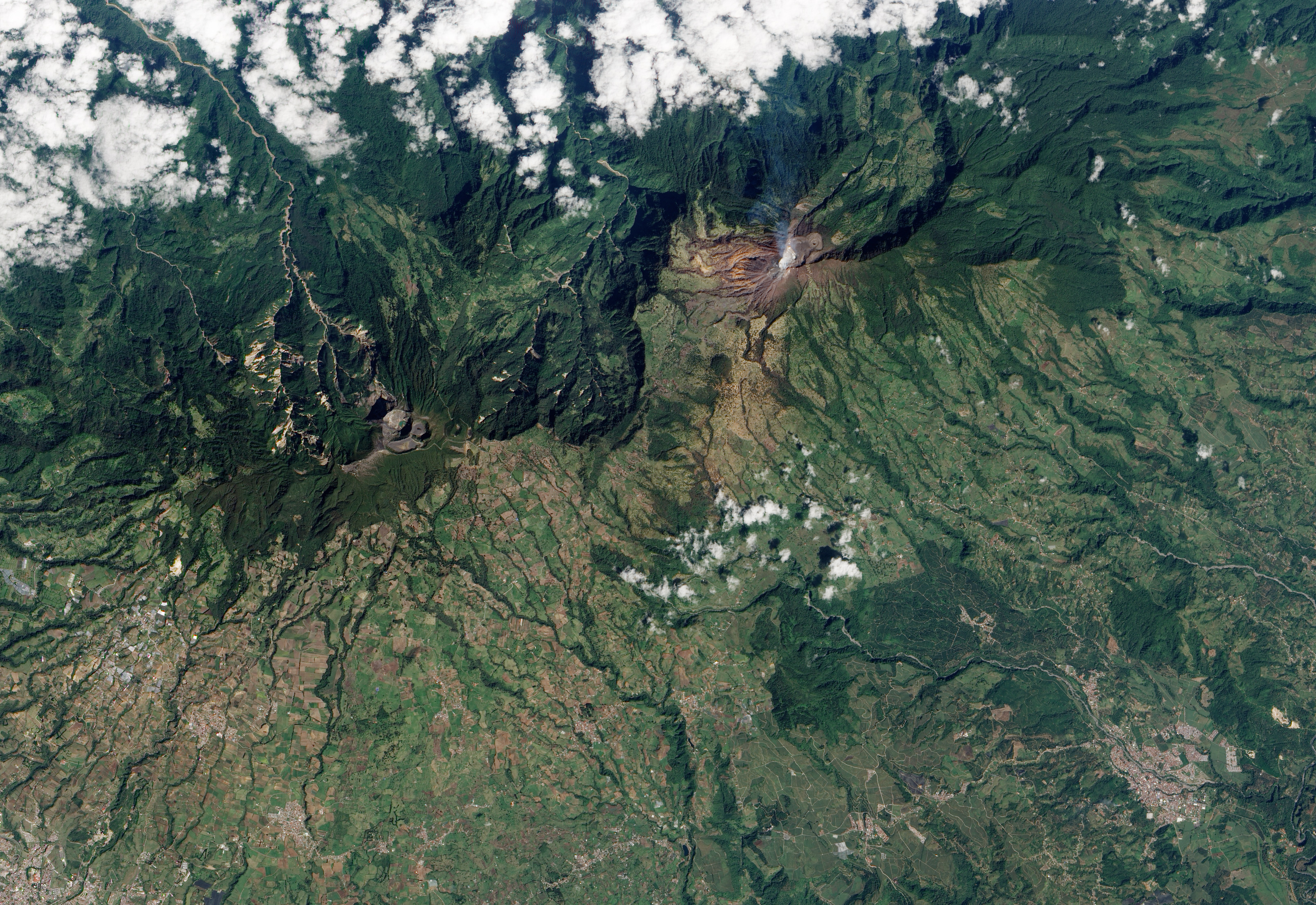
圖里亞爾瓦火山衛星圖片

## 外部連結
- Costa Rican Vulcanologic and Seismologic Observatory: Turrialba